# 駒井信義
駒井 信義（こまい のぶよし、生年不詳 - 文久3年1月13日（1863年3月2日））は、江戸時代後期の旗本。官途は従五位下、相模守。石高2075石。
安政5年（1858年）8月火付盗賊改方となり、11月に堺奉行を拝命し翌6年3月着任。安政6年北絲屋町の郷学所が手狭になったので九間町に移し、小林新助を招聘し士分に取り立てこれを教授とし勉学を奨励した。また在職中、巷が尊王攘夷論に沸き、万延元年桜田門外の変を画策した残党の高橋多一郎父子が捕縛されそうになり自刃をする事件が起こり、世情物騒のため、厳重警戒を極める。そんな中、高橋の同志の大貫多助を泉南熊取にて捕縛した。文久3年在職中に没した。